# Iain Dowie
Iain Dowie (Hatfield, 9 gennaio 1965) è un ex calciatore e allenatore di calcio nordirlandese, di ruolo attaccante.

## Carriera

### Giocatore

#### Club
A 16 anni Dowie non superò il provino per il Southampton e quindi decise di proseguire con gli studi: concluso il percorso universitario con una laurea in ingegneria, cominciò poi a lavorare per la società British Aerospace. Al contempo Dowie non abbandonò il calcio, continuando a giocare per la squadra amatoriale del Cheshunt. Lasciò poi il Cheshunt per accasarsi al St. Albans City F.C. e in seguito all'Hendon F.C. Qui Dowie venne notato dal Luton Town F.C. che lo mise sotto contratto per la stagione 1988-1989. Dopo un breve prestito al Fulham, nella stagione 1989-90 tornò al Luton Town in First Division segnando 8 reti in 29 partite.
Nel 1991, Dowie accettò di andare nella squadra di Second Division del West Ham United. Con 4 goal nelle ultime 12 gare, Dowie diede un contributo fondamentale alla promozione nella categoria superiore degli Hammers, ma l'anno successivo il ritorno da un infortunio del bomber Trevor Morley relegò Dowie in panchina. Dowie passò allora al Southampton, squadra in cui giocò insieme a giovani promesse quali Alan Shearer e Matthew Le Tissier. Qui, alla sua prima stagione, realizzò 9 goal in 30 incontri, che permisero al club di assicurarsi un posto nella neonata FA Premier League. Le sue buone prestazioni proseguirono fino al 1995, quando l'allenatore Alan Ball decise di ringiovanire la rosa e cedette il cartellino di Dowie al Crystal Palace per 400.000 sterline.
La stagione al Palace fu caratterizzata dalla sconfitta in semifinale di FA Cup contro il Manchester Utd e dalla retrocessione.
Nelle tre stagioni successive Dowie tornò a giocare per il West Ham, ma la sua scarsa vena realizzativa lo mise al centro di molte contestazioni da parte dei tifosi. Dowie passò allora al Queens Park Rangers, dove concluse la sua carriera giocando come difensore e allenatore-giocatore della squadra riserve.

#### Nazionale
Nonostante Dowie sia nato in Inghilterra, le origini nordirlandesi del padre gli permisero di indossare la maglia dell'Irlanda del Nord, con cui Dowie ha realizzato 12 reti in 59 incontri internazionali.

### Allenatore
Nel 2002, dopo essersi ritirato dall'attività agonistica, Dowie venne ingaggiato come vice-allenatore dell'Oldham Athletic, che all'epoca militava in Second Division. In seguito alle dimissioni dell'allenatore Mick Wadsworth, Dowie divenne allenatore del club. L'Oldham però non versava in buone condizioni economiche e dopo alcuni mesi senza ricevere lo stipendio, Dowie decise di abbandonare la squadra.
Il 21 dicembre 2003, Dowie prese l'incarico di manager del Crystal Palace, che occupava la diciannovesima posizione in Division One. Sotto la nuova guida il Palace vinse 17 delle successive 23 gare, sufficienti per entrare nei play-off: qui la squadra di Dowie eliminò il Sunderland e il West Ham, guadagnandosi la promozione in Premier League. La permanenza nella massima divisione inglese durò appena un anno, ma Dowie restò alla guida del club anche nella stagione successiva (2004-2005), sfiorando nuovamente la promozione in Premier League.
Il 22 maggio 2006 la dirigenza del Charlton Athletic, all'epoca in Premier League, annunciò l'ingaggio di Dowie come nuovo allenatore. La pessima partenza in campionato, con un Charlton incapace di uscire dalla zona retrocessione nonostante i molti soldi spesi in campagna acquisti, spinse i dirigenti a silurare Dowie dopo appena 15 giornate.
Il 19 febbraio 2007, Dowie firmò un contratto con il club di Championship del Coventry City. Nonostante il buon avvio, la squadra concluse il campionato al diciassettesimo posto e Dowie perse il suo incarico.
Il 14 maggio 2008, il Queens Park Rangers offrì a Dowie il posto di allenatore, lasciato vacante dal dimissionario Luigi De Canio. Tuttavia il 24 ottobre dello stesso anno Dowie venne licenziato, con il QPR che occupava il nono posto in classifica.
Il 1º aprile 2009, il Newcastle Utd affidò ad Alan Shearer la guida della squadra fino a fine stagione: Shearer chiamò Dowie a lavorare nel suo staff.
Il 17 marzo 2010, Dowie venne nominato allenatore ad interim dell'Hull City, club di Premier League: il suo compito era quello di salvare la squadra dalla retrocessione, risultato che però non riuscì ad ottenere.

## Statistiche

### Cronologia presenze e reti in nazionale
| Cronologia completa delle presenze e delle reti in nazionale ― Irlanda del Nord | Cronologia completa delle presenze e delle reti in nazionale ― Irlanda del Nord | Cronologia completa delle presenze e delle reti in nazionale ― Irlanda del Nord | Cronologia completa delle presenze e delle reti in nazionale ― Irlanda del Nord | Cronologia completa delle presenze e delle reti in nazionale ― Irlanda del Nord | Cronologia completa delle presenze e delle reti in nazionale ― Irlanda del Nord | Cronologia completa delle presenze e delle reti in nazionale ― Irlanda del Nord | Cronologia completa delle presenze e delle reti in nazionale ― Irlanda del Nord |
| Data                                                                            | Città                                                                           | In casa                                                                         | Risultato                                                                       | Ospiti                                                                          | Competizione                                                                    | Reti                                                                            | Note                                                                            |
| ------------------------------------------------------------------------------- | ------------------------------------------------------------------------------- | ------------------------------------------------------------------------------- | ------------------------------------------------------------------------------- | ------------------------------------------------------------------------------- | ------------------------------------------------------------------------------- | ------------------------------------------------------------------------------- | ------------------------------------------------------------------------------- |
| 27-3-1990                                                                       | Belfast                                                                         | Irlanda del Nord                                                                | 2 – 3                                                                           | Norvegia                                                                        | Amichevole                                                                      | -                                                                               | 76’                                                                             |
| 18-5-1990                                                                       | Belfast                                                                         | Irlanda del Nord                                                                | 1 – 0                                                                           | Uruguay                                                                         | Amichevole                                                                      | -                                                                               |                                                                                 |
| 12-9-1990                                                                       | Belfast                                                                         | Irlanda del Nord                                                                | 0 – 2                                                                           | Jugoslavia                                                                      | Qual. Euro 1992                                                                 | -                                                                               | 68’                                                                             |
| 12-9-1990                                                                       | Belfast                                                                         | Irlanda del Nord                                                                | 1 – 1                                                                           | Danimarca                                                                       | Qual. Euro 1992                                                                 | -                                                                               |                                                                                 |
| 14-11-1990                                                                      | Vienna                                                                          | Austria                                                                         | 0 – 0                                                                           | Irlanda del Nord                                                                | Qual. Euro 1992                                                                 | -                                                                               | 62’                                                                             |
| 27-3-1991                                                                       | Belgrado                                                                        | Jugoslavia                                                                      | 4 – 1                                                                           | Irlanda del Nord                                                                | Qual. Euro 1992                                                                 | -                                                                               |                                                                                 |
| 1-5-1991                                                                        | Belfast                                                                         | Irlanda del Nord                                                                | 1 – 1                                                                           | Fær Øer                                                                         | Qual. Euro 1992                                                                 | -                                                                               | 83’                                                                             |
| 11-9-1991                                                                       | Landskrona                                                                      | Fær Øer                                                                         | 0 – 5                                                                           | Irlanda del Nord                                                                | Qual. Euro 1992                                                                 | -                                                                               |                                                                                 |
| 16-10-1991                                                                      | Belfast                                                                         | Irlanda del Nord                                                                | 2 – 1                                                                           | Austria                                                                         | Qual. Euro 1992                                                                 | 1                                                                               |                                                                                 |
| 13-11-1991                                                                      | Odense                                                                          | Danimarca                                                                       | 2 – 1                                                                           | Irlanda del Nord                                                                | Qual. Euro 1992                                                                 | -                                                                               | 66’                                                                             |
| 9-2-1992                                                                        | Glasgow                                                                         | Scozia                                                                          | 1 – 0                                                                           | Irlanda del Nord                                                                | Amichevole                                                                      | -                                                                               | 46’                                                                             |
| 28-4-1992                                                                       | Belfast                                                                         | Irlanda del Nord                                                                | 2 – 2                                                                           | Lituania                                                                        | Qual. Mondiali 1994                                                             | -                                                                               | 80’                                                                             |
| 9-9-1992                                                                        | Belfast                                                                         | Irlanda del Nord                                                                | 3 – 0                                                                           | Albania                                                                         | Qual. Mondiali 1994                                                             | -                                                                               |                                                                                 |
| 17-2-1993                                                                       | Tirana                                                                          | Albania                                                                         | 1 – 2                                                                           | Irlanda del Nord                                                                | Qual. Mondiali 1994                                                             | -                                                                               | 73’                                                                             |
| 31-3-1993                                                                       | Dublino                                                                         | Irlanda                                                                         | 3 – 0                                                                           | Irlanda del Nord                                                                | Qual. Mondiali 1994                                                             | -                                                                               |                                                                                 |
| 28-4-1993                                                                       | Siviglia                                                                        | Spagna                                                                          | 3 – 1                                                                           | Irlanda del Nord                                                                | Qual. Mondiali 1994                                                             | -                                                                               |                                                                                 |
| 25-5-1993                                                                       | Vilnius                                                                         | Lituania                                                                        | 0 – 1                                                                           | Irlanda del Nord                                                                | Qual. Mondiali 1994                                                             | 1                                                                               |                                                                                 |
| 2-6-1993                                                                        | Riga                                                                            | Lettonia                                                                        | 1 – 2                                                                           | Irlanda del Nord                                                                | Qual. Mondiali 1994                                                             | -                                                                               |                                                                                 |
| 8-9-1993                                                                        | Belfast                                                                         | Irlanda del Nord                                                                | 2 – 0                                                                           | Lettonia                                                                        | Qual. Mondiali 1994                                                             | -                                                                               |                                                                                 |
| 13-10-1993                                                                      | Copenaghen                                                                      | Danimarca                                                                       | 1 – 0                                                                           | Irlanda del Nord                                                                | Qual. Mondiali 1994                                                             | -                                                                               |                                                                                 |
| 17-11-1993                                                                      | Belfast                                                                         | Irlanda del Nord                                                                | 1 – 1                                                                           | Irlanda                                                                         | Qual. Mondiali 1994                                                             | -                                                                               | 71’                                                                             |
| 23-3-1994                                                                       | Belfast                                                                         | Irlanda del Nord                                                                | 2 – 0                                                                           | Romania                                                                         | Amichevole                                                                      | -                                                                               | 76’                                                                             |
| 20-4-1994                                                                       | Belfast                                                                         | Irlanda del Nord                                                                | 4 – 1                                                                           | Liechtenstein                                                                   | Qual. Euro 1996                                                                 | 1                                                                               | 78’                                                                             |
| 4-6-1994                                                                        | Miami                                                                           | Colombia                                                                        | 2 – 0                                                                           | Irlanda del Nord                                                                | Amichevole                                                                      | -                                                                               | 46’                                                                             |
| 12-6-1994                                                                       | Boston                                                                          | Messico                                                                         | 3 – 0                                                                           | Irlanda del Nord                                                                | Amichevole                                                                      | -                                                                               | 46’                                                                             |
| 12-10-1994                                                                      | Vienna                                                                          | Austria                                                                         | 1 – 2                                                                           | Irlanda del Nord                                                                | Qual. Euro 1996                                                                 | -                                                                               | 74’                                                                             |
| 16-11-1994                                                                      | Belfast                                                                         | Irlanda del Nord                                                                | 0 – 4                                                                           | Irlanda                                                                         | Qual. Euro 1996                                                                 | -                                                                               |                                                                                 |
| 29-3-1995                                                                       | Dublino                                                                         | Irlanda                                                                         | 1 – 1                                                                           | Irlanda del Nord                                                                | Qual. Euro 1996                                                                 | 1                                                                               |                                                                                 |
| 26-4-1995                                                                       | Riga                                                                            | Lettonia                                                                        | 0 – 1                                                                           | Irlanda del Nord                                                                | Qual. Euro 1996                                                                 | 1                                                                               | 81’                                                                             |
| 22-5-1995                                                                       | Edmonton                                                                        | Canada                                                                          | 2 – 0                                                                           | Irlanda del Nord                                                                | Amichevole                                                                      | -                                                                               | 77’                                                                             |
| 25-5-1995                                                                       | Edmonton                                                                        | Cile                                                                            | 2 – 1                                                                           | Irlanda del Nord                                                                | Amichevole                                                                      | 1                                                                               | 79’                                                                             |
| 7-6-1995                                                                        | Belfast                                                                         | Irlanda del Nord                                                                | 1 – 2                                                                           | Irlanda                                                                         | Qual. Euro 1996                                                                 | 1                                                                               | 67’                                                                             |
| 3-9-1995                                                                        | Porto                                                                           | Portogallo                                                                      | 1 – 1                                                                           | Irlanda del Nord                                                                | Qual. Euro 1996                                                                 | -                                                                               | 34’ 77’                                                                         |
| 15-11-1995                                                                      | Belfast                                                                         | Irlanda del Nord                                                                | 5 – 3                                                                           | Austria                                                                         | Qual. Euro 1996                                                                 | 1                                                                               | 80’                                                                             |
| 27-3-1996                                                                       | Belfast                                                                         | Irlanda del Nord                                                                | 0 – 2                                                                           | Norvegia                                                                        | Amichevole                                                                      | -                                                                               | 86’                                                                             |
| 29-5-1996                                                                       | Belfast                                                                         | Irlanda del Nord                                                                | 1 – 1                                                                           | Germania                                                                        | Amichevole                                                                      | -                                                                               |                                                                                 |
| 31-8-1996                                                                       | Belfast                                                                         | Irlanda del Nord                                                                | 0 – 1                                                                           | Ucraina                                                                         | Qual. Mondiali 1998                                                             | -                                                                               |                                                                                 |
| 5-10-1996                                                                       | Belfast                                                                         | Irlanda del Nord                                                                | 1 – 1                                                                           | Armenia                                                                         | Qual. Mondiali 1998                                                             | -                                                                               | 21’                                                                             |
| 9-11-1996                                                                       | Norimberga                                                                      | Germania                                                                        | 1 – 1                                                                           | Irlanda del Nord                                                                | Qual. Mondiali 1998                                                             | -                                                                               | 76’                                                                             |
| 14-12-1996                                                                      | Belfast                                                                         | Irlanda del Nord                                                                | 2 – 0                                                                           | Albania                                                                         | Qual. Mondiali 1998                                                             | 2                                                                               | 90’                                                                             |
| 29-3-1997                                                                       | Belfast                                                                         | Irlanda del Nord                                                                | 0 – 0                                                                           | Portogallo                                                                      | Qual. Mondiali 1998                                                             | -                                                                               |                                                                                 |
| 2-4-1997                                                                        | Kiev                                                                            | Ucraina                                                                         | 2 – 1                                                                           | Irlanda del Nord                                                                | Qual. Mondiali 1998                                                             | 1                                                                               |                                                                                 |
| 30-4-1997                                                                       | Erevan                                                                          | Armenia                                                                         | 0 – 0                                                                           | Irlanda del Nord                                                                | Qual. Mondiali 1998                                                             | -                                                                               |                                                                                 |
| 21-5-1997                                                                       | Bangkok                                                                         | Thailandia                                                                      | 0 – 0                                                                           | Irlanda del Nord                                                                | Amichevole                                                                      | -                                                                               | 60’                                                                             |
| 10-9-1997                                                                       | Zurigo                                                                          | Albania                                                                         | 1 – 0                                                                           | Irlanda del Nord                                                                | Qual. Mondiali 1998                                                             | -                                                                               |                                                                                 |
| 11-10-1997                                                                      | Lisbona                                                                         | Portogallo                                                                      | 1 – 0                                                                           | Irlanda del Nord                                                                | Qual. Mondiali 1998                                                             | -                                                                               |                                                                                 |
| 25-3-1998                                                                       | Belfast                                                                         | Irlanda del Nord                                                                | 1 – 0                                                                           | Slovacchia                                                                      | Amichevole                                                                      | -                                                                               |                                                                                 |
| 22-4-1998                                                                       | Belfast                                                                         | Irlanda del Nord                                                                | 1 – 0                                                                           | Svizzera                                                                        | Amichevole                                                                      | -                                                                               |                                                                                 |
| 3-6-1998                                                                        | Santander                                                                       | Spagna                                                                          | 4 – 1                                                                           | Irlanda del Nord                                                                | Amichevole                                                                      | -                                                                               | 60’                                                                             |
| 5-9-1998                                                                        | Istanbul                                                                        | Turchia                                                                         | 3 – 0                                                                           | Irlanda del Nord                                                                | Qual. Euro 2000                                                                 | -                                                                               |                                                                                 |
| 10-10-1998                                                                      | Belfast                                                                         | Irlanda del Nord                                                                | 1 – 0                                                                           | Finlandia                                                                       | Qual. Euro 2000                                                                 | -                                                                               | 79’                                                                             |
| 18-11-1998                                                                      | Belfast                                                                         | Irlanda del Nord                                                                | 2 – 2                                                                           | Moldavia                                                                        | Qual. Euro 2000                                                                 | 1                                                                               |                                                                                 |
| 27-3-1999                                                                       | Belfast                                                                         | Irlanda del Nord                                                                | 0 – 3                                                                           | Germania                                                                        | Qual. Euro 2000                                                                 | -                                                                               |                                                                                 |
| 31-3-1999                                                                       | Chișinău                                                                        | Moldavia                                                                        | 0 – 0                                                                           | Irlanda del Nord                                                                | Qual. Euro 2000                                                                 | -                                                                               | 22’                                                                             |
| 29-5-1999                                                                       | Belfast                                                                         | Irlanda del Nord                                                                | 1 – 1                                                                           | Canada                                                                          | Amichevole                                                                      | -                                                                               | 73’                                                                             |
| 3-6-1999                                                                        | Dublino                                                                         | Irlanda del Nord                                                                | 0 – 1                                                                           | Irlanda del Nord                                                                | Amichevole                                                                      | -                                                                               | 46’                                                                             |
| 18-8-1999                                                                       | Belfast                                                                         | Irlanda del Nord                                                                | 0 – 1                                                                           | Francia                                                                         | Amichevole                                                                      | -                                                                               | 55’                                                                             |
| 4-9-1999                                                                        | Belfast                                                                         | Irlanda del Nord                                                                | 0 – 3                                                                           | Turchia                                                                         | Qual. Euro 2000                                                                 | -                                                                               | 77’                                                                             |
| 8-9-1999                                                                        | Dortmund                                                                        | Germania                                                                        | 4 – 0                                                                           | Irlanda del Nord                                                                | Qual. Euro 2000                                                                 | -                                                                               | 46’                                                                             |
| Totale                                                                          |                                                                                 | Presenze                                                                        | 59                                                                              |                                                                                 | Reti                                                                            | 12                                                                              |                                                                                 |

### Statistiche come allenatore
Statistiche aggiornate al 9 maggio 2010.
| Periodo                | Squadra             | Andamento | Andamento | Andamento | Andamento | Andamento  |
| Periodo                | Squadra             | Giocate   | Vittorie  | Pareggi   | Sconfitte | % vittorie |
| ---------------------- | ------------------- | --------- | --------- | --------- | --------- | ---------- |
| set.-ott. 1998         | Queens Park Rangers | 2         | 1         | 0         | 1         | 50,00      |
| 31-5-2002 / 19-12-2003 | Oldham Athletic     | 82        | 31        | 28        | 23        | 37,80      |
| 22-12-2003 / 22-5-2006 | Crystal Palace      | 123       | 50        | 29        | 44        | 40,65      |
| 30-5-2006 / 13-11-2006 | Charlton Athletic   | 15        | 4         | 3         | 8         | 26,67      |
| 19-2-2007 / 11-2-2008  | Coventry City       | 49        | 20        | 8         | 21        | 40,82      |
| 14-5-2008 / 24-12-2008 | Queens Park Rangers | 15        | 8         | 3         | 4         | 53,33      |
| mar.-mag. 2010         | Hull City           | 9         | 1         | 3         | 5         | 11,11      |
| Totale carriera        | Totale carriera     | 295       | 115       | 74        | 106       | 38,98      |